# Efferia argyrosoma
Efferia argyrosoma är en tvåvingeart som först beskrevs av James Stewart Hine 1911.  Efferia argyrosoma ingår i släktet Efferia och familjen rovflugor. Inga underarter finns listade i Catalogue of Life.